# Serijska i paralelna kola
Komponente električnog ili elektronskog kola se mogu povezati na mnogo različitih načina. Dva najjednostavnija načina su redno (+-+-, takođe nazivano i serijski) i paralelno (++--) povezivanje i veoma su česti. Komponente redno su povezane u jednu liniju pa ista struja teče kroz sve komponente. Komponente povezane paralelno su povezane tako da se isti napon primenjuje na svaku komponentu..
Kolo koje se sastoji od komponenti povezanih samo redno zove se serijsko kolo, tako da se ono koje je povezano samo paralelno zove paralelno kolo. U serijskim kolima struja u svakoj komponenti je ista a napon širom kola je zbir napona u svakoj komponenti. U paralelnim kolima, napon u svakoj komponenti je isti a ukupna struja je zbir struja koja prolazi kroz svaku komponentu. Za primer uzimimo veoma jednostavno kolo koje se sastoji od četiri sijalice i jedne baterije od 6v. Ako se žicom spoji baterija za jednu sijalicu pa za drugu, treću i četvrtu pa nazad do baterije u jednoj neprekinutoj petlji, za sijalice se kaže da su u seriji. Ako se svaka sijalica poveže za bateriju odvojenom petljom, za sijalice se kaže da su paralelne. Ako su sijalice povezane u seriji, ista struja protiče kroz sve njih a pad napona je 1,5v u svakoj sijalici što možda neće biti dovoljno da one sijaju. Ako su sijalice paralelno povezane struje u sijalicama se kombinuju da bi formirale struju u bateriji, dok je pad napona 6,0v u svakoj sijalici pa sve one sijaju. U serijskim kolima svaki uređaj mora da funkcioniše da bi kolo bilo kompletno. Ako jedna sijalica pregori u serijskom kolu, kolo se prekida. U paralelnim kolima, svaka sijalica ima svoje kolo tako da svaka osim jedne može da pregori a ta poslednja će ipak raditi.

## Serijska kola
Serijska kola se ponekad nazivaju strujno spregnutim ili dejzi lancem povezana kola. Struja u serijskom kolu ide kroz svaku komponentu u kolu. Prema tome, sve komponente u rednoj vezi imaju istu struju, ima samo jedan put u serijskom kolu u kojem struja može da teče.
Glavna prednost ili mana serijskog kola u zavisnosti od namene ukupnog dizajna kola je to što ono ima samo jedan put kojim struja može da teče. Otvaranje ili prekidanje serijskog kola u bilo kojoj tački izaziva „otvaranje“ celog kola i prestanak njegovog rada. Na primer, čak i ako jedna od sijalica na staromodnim sijalicama za jelku pregori ili se ukloni, ceo niz prestaje da radi dok se sijalica ne zameni.

### Struja
{\displaystyle I=I_{1}=I_{2}=\dots =I_{n}}
U serijskom kolu struja je ista u svim elementima.

### Otpornici
Ukupan otpor u otpornicima u seriji jednak je zbiru njihovih pojedinačnih otpora:
{\displaystyle R_{\mathrm {total} }=R_{1}+R_{2}+\cdots +R_{n}}
Električna provodljivost predstavlja recipročnu veličinu u odnosu na otpor. Ukupna provodljivost serijskog kola koje se sastoji samo od otpornika, prema tome, može biti izračunata prateći sledeći izraz:
{\displaystyle {\frac {1}{G_{\mathrm {total} }}}={\frac {1}{G_{1}}}+{\frac {1}{G_{2}}}+\cdots +{\frac {1}{G_{n}}}}.
U posebnom slučaju od dva provodnika u seriji ukupna provodljivost je jednaka:
{\displaystyle G_{total}={\frac {G_{1}G_{2}}{G_{1}+G_{2}}}.}

### Induktori
Za induktore važi isti zakon po kom ukupna indukcija nespregnutih induktora u seriji je jednaka zbiru njenih individualnih indukcija:
{\displaystyle L_{\mathrm {total} }=L_{1}+L_{2}+\cdots +L_{n}}
Međutim, u nekim situacijama teško je sprečiti susedne induktore da utiču jedan na drugog jer se magnetsko polje jednog uređaja spaja sa zavojima susednog. Ovaj uticaj je definisan međusobnom indukcijom M. Na primer, ako su dva induktora u seriji, postoje dva moguća ekvivalenta indukcije u zavisnosti od toga kako magnetska polja oba induktora utiču jedno na drugo.
Kada postoji više od dva induktora međusobna indukcija između svakog od njih i način na koji kalemi utiču jedni na druge često komplikuje proračun. Za veći broj kalemova ukupna kombinovana indukcija je dat zbir svih međusobnih indukcija između različitih kalemova uključujući i međusobnu indukciju svakog datog kalema posebno što nazivamo samoindukcijom ili jednostavnije indukcijom. Za tri kalema ima šest međusobnih indukcija M12, M13, M23 i M21, M31 i M32. Postoje i tri samoindukcije za tri kalema M11, M22 i M33. 
Prema tome:{\displaystyle L_{\mathrm {total} }=(M_{11}+M_{22}+M_{33})+(M_{12}+M_{13}+M_{23})+(M_{21}+M_{31}+M_{32})}
Po reciprocitetu Mij ꞊ Mji tako da se dve poslednje grupe mogu kombinovati. Prva tri termina predstavljaju zbir samoindukcija različitih kalemova. Formula se lako proširuje na bilo koji broj serijskih kalemova sa međusobnom spregom. Metoda se može koristiti da se pronađe samoindukcija velikih kalemova žice bilo kog oblika poprečnog preseka računanjem zbira međusobnih indukcija svakog namotaja žice u kalemu sa svakim drugim namotajem pošto su u takvom kalemu svi namotaji u seriji.

### Kondenzatori
Za kondenzatore važi isti zakon korišćenja reciprociteta. Zbir električnih kapaciteta kondenzatora u seriji je jednak recipročnom zbiru recipročnih vrednosti njihovih pojedinačnih kapaciteta:
{\displaystyle {\frac {1}{C_{\mathrm {total} }}}={\frac {1}{C_{1}}}+{\frac {1}{C_{2}}}+\cdots +{\frac {1}{C_{n}}}}.

### Prekidači
Dva ili više prekidača u nizu formiraju logičko I kolo; ono prenosi struju samo ako svi prekidači pokazuju „uključeno“. Pogledaj I vrata.

### Ćelije i baterije
Baterija je skup elektrohemijskih ćelija. Ako se ćelije povezuju u nizove napon baterije će biti zbir napona ćelije. Na primer, baterija za automobil od 12v sadrži šest 2-voltnih ćelije povezanih u seriju. Neka vozila, kao što su kamioni imaju dve baterije od 12v da pune sistem od 24v.

## Paralelna kola
Ako su dve ili više komponenti paralelno vezane one imaju istu razliku u potencijalu (napon) po svim krajevima. Razlika u potencijalu u komponentama je iste veličine, i one takođe imaju isti polaritet. Isti napon je primenjiv na svim komponentama kola paralelno povezanim. Ukupna struja je zbir struja koje prolaze kroz pojedinačne komponente, u skladu sa prvim Kirhofovim zakonom.

### Napon
U paralelnim kolima napon je isti za sve elemente.
{\displaystyle V=V_{1}=V_{2}=\ldots =V_{n}}

### Otpornici
Struja u svakom pojedinačnom otporniku se pronalazi primenom Omovog zakona. Izvlačenjem napona dobija se 
{\displaystyle I_{\mathrm {total} }=V\left({\frac {1}{R_{1}}}+{\frac {1}{R_{2}}}+\cdots +{\frac {1}{R_{n}}}\right)}.
Da bi se došlo do ukupnog napona svih komponenti dodaje se recipročna vrednost otpora Ri svake komponente i uzima se recipročna vrednost zbira. Ukupan otpor će uvek biti manji od vrednosti najmanjeg otpora:
{\displaystyle {\frac {1}{R_{\mathrm {total} }}}={\frac {1}{R_{1}}}+{\frac {1}{R_{2}}}+\cdots +{\frac {1}{R_{n}}}}.
Za samo dva otpornika nerecipročan izraz je jednostavan:
{\displaystyle R_{\mathrm {total} }={\frac {R_{1}R_{2}}{R_{1}+R_{2}}}.}
Ovo se ponekad pominje kraće kao „količnik proizvoda i zbira“. Za N jednakih otpornika paralelno vezanih, izraz recipročnog zbira se pojednostavljuje do:
{\displaystyle {\frac {1}{R_{\mathrm {total} }}}={\frac {1}{R}}\times N}.
pa prema tome i do:
{\displaystyle {R_{\mathrm {total} }}={\frac {R}{N}}}.
Da bi se našla strujna komponenta preko otpora Ri, ponovo se koristi Omov zakon:
{\displaystyle I_{i}={\frac {V}{R_{i}}}\,}.
Komponente dele struju u skladu sa recipročnim otporima pa u slučaju sa dva otpornika,
{\displaystyle {\frac {I_{1}}{I_{2}}}={\frac {R_{2}}{R_{1}}}}.
Stari izraz za uređaje povezane paralelno je višestruko povezivanje kao što je višestruka veza za elektrolučne lampe. 
Pošto je električna provodljivost G recipročna otporu izraz ukupne provodljivosti paralelnog kola otpornika je:
{\displaystyle {G_{\mathrm {total} }}={G_{1}}+{G_{2}}+\cdots +{G_{n}}}.
Odnosi između ukupne provodljivosti i otpora su komplementarni; izraz za redno povezane otpore je isti kao i za paralelno povezane provodnosti i obrnuto.

### Induktori
Za induktore važi isti zakon po kom je ukupna indukcija nespregnutih induktora u paralelnoj vezi ista kao recipročan zbir recipročnih vrednosti individualnih indukcija:
{\displaystyle {\frac {1}{L_{\mathrm {total} }}}={\frac {1}{L_{1}}}+{\frac {1}{L_{2}}}+\cdots +{\frac {1}{L_{n}}}}.
Ako se induktori nalaze jedan u magnetskom polju drugog ovaj pristup je bezvredan zbog međusobne indukcije. Ako je međusobna indukcija između dva kalema u paralelnoj vezi Mi ekvivalentni induktor je:
{\displaystyle {\frac {1}{L_{\mathrm {total} }}}={\frac {L_{1}+L_{2}-2M}{L_{1}L_{2}-M^{2}}}}
If {\displaystyle L_{1}=L_{2}}
{\displaystyle L_{total}={\frac {L+M}{2}}}
Obeležje M zavisi od toga kako magnetska polja utiču jedno na drugo. Za dva jednako čvrsto spregnuta kalema ukupna indukcija je blizu indukcije pojedinačnog kalema. Ako se polaritet jednog kalem obrne tako da je M negativno, onda je paralelna indukcija skoro nula ili je kombinacija skoro neinduktivna. Pretpostavlja se da je u „čvrsto spregnutom“ slučaju M skoro jednako L. Međutim, ako indukcije nisu jednake a kalemovi su čvrsto spregnuti može doći do uslova za kratak spoj i do visoko pokretljive struje i za pozitivne i za negativne vrednosti M koje mogu stvoriti probleme.
Više od tri induktora komplikuje sve i međusobna indukcija svakog induktora na svaki drugi induktor i njihov uticaj jedan na drugoga mora se uzeti u obzir. Za tri kalema postoje tri međusobne indukcije M12, M13 i M23. Ovo se najbolje prikazuje metodom matrice i sabiranjem člana inverzije od L matrice (3 puta 3 u ovom slučaju). 
Jednačina koja se na to odnosi je:
{\displaystyle v_{i}=\sum _{j}L_{i,j}{\frac {di_{j}}{dt}}}

### Kondenzatori
Potpuni električni kapacitet kondenzatora u paralelnoj vezi jednak je zbiru njihovih pojedinačnih kapaciteta:
{\displaystyle C_{\mathrm {total} }=C_{1}+C_{2}+\cdots +C_{n}}.
Radni napon paralelne kombinacije kondenzatora je uvek ograničen najmanjim radnim naponom pojedinačnih kondenzatora.

### Prekidači
Dva ili više prekidača u paralelnoj vezi formira logičku disjunkciju; kolo prenosi struju ako je bar jedan prekidač okrenut ka „uključeno“. Pogledati ILI vrata.

### Ćelije i baterije
Ako su ćelije baterije povezane paralelno, napon baterije će biti isti kao i napon ćelije ali će struja koja napaja svaku ćeliju biti deo potpunog zbira struja. Na primer, ako baterija sadrži četiri paralelno povezane ćelije i daje struju od 1ampera, struja koja napaja svaku ćeliju biće 0,25 ampera. Paralelno povezane baterije su u širokoj upotrebi da se napajaju žarne niti lampice u portabl radio aparatima ali su oni sada retki. Neki solarni električni sistemi imaju paralelno povezane baterije da bi povećali kapacitet; najbliža približna vrednost ukupnog amper-časa je zbir svih paralelno vezanih baterija.

## Kombinovanje konduktansi
Iz Kirhofovih zakona možemo doći do pravila za kombinovanje konduktansi. Za dve konduktanse G1 i G2 u paralelnoj vezi napon u njima je isti i po Kirhofovom prvom zakonu ukupna struja je
{\displaystyle I_{Eq}=I_{1}+I_{2}.\ \,}
Zamenjujući Omov zakon konduktansama dobija se 
{\displaystyle G_{Eq}V=G_{1}V+G_{2}V\ \,}
i ekvivalent konduktansi biće,
{\displaystyle G_{Eq}=G_{1}+G_{2}.\ \,}
Za dve konduktanse G1 i G2 u seriji, struja u njima će biti ista i drugi Kirhofov zakon nam kaže da je napon u njima zbir napona u svakoj konduktansi, tj:
{\displaystyle V_{Eq}=V_{1}+V_{2}.\ \,}
Zamenjujući Omov zakon konduktansama dobija se:
{\displaystyle {\frac {I}{G_{Eq}}}={\frac {I}{G_{1}}}+{\frac {I}{G_{2}}}}
što daje formulu za ekvivalent konduktanse,
{\displaystyle {\frac {1}{G_{Eq}}}={\frac {1}{G_{1}}}+{\frac {1}{G_{2}}}.}
Ova jednačina se može blago preurediti mada je ovo poseban slučaj pa će se ovako preurediti samo za dve komponente:
{\displaystyle G_{Eq}={\frac {G_{1}G_{2}}{G_{1}+G_{2}}}.}

## Notacija
Vrednost dve komponente paralelno povezane često je prikazana u jednačini dvema vertikalnim linijama „¬||“ pozajmljujući tako notaciju paralelnim linijama iz geometrije.
{\displaystyle R_{\mathrm {eq} }=R_{1}\|R_{2}={R_{1}R_{2} \over R_{1}+R_{2}}}
Ovo pojednostavljuje izraz koji bi inače postao komplikovan širenjem termina. Na primer izraz R1|| R2||R3 odnosi se na tri otpornika u paralelnoj vezi dok bi proširena verzija bila: {\displaystyle R_{1}\|R_{2}\|R_{3}} refers to 3 resistors in parallel, while the expanded expression is {\displaystyle {\frac {R_{1}R_{2}R_{3}}{\left(R_{2}+R_{1}\right)R_{3}+R_{1}R_{2}}}}.

## Primena
Najčešća primena serijskog kola u potrošačkoj elektronici je blok-baterija od 9v, baterija za protivpožarni alarm, koja se iznutra sastoji od šest baterija od 1,5v svaka.
Serijska kola su se nekada upotrebljavala za osvetljenje vozova na struju. Na primer, ako je napajajući napon bio 600 volti moglo se upotrebiti 70 v sijalice u seriji (ukupno 560 volti) plus otpornik da obori preostalih 40 volti. Serijska kola za osvetljenje vozova su istisnuli, prvo motorni generatori a onda uređaji od čvrstih materijala.
Serijski otpor takođe može biti primenjen u sistemu krvnih sudova u svakom organu. Svaki organ snabdevaju velika arterija, manje arterije, arteriole, kapilari i vene i svi su uređeni u rednu vezu. Ukupni otpor je zbir svih pojedinačni otpora kao što je prikazano u sledećoj jednačini: 1/Rtotal = 1/Ra + 1/Rb + ... 1/Rn. Ra, Rb, and Rn
Najveću proporciju otpora u ovoj seriji dodaju arteriole.

## Literatura
- Williams, Tim (2005). The Circuit Designer's Companion. Butterworth-Heinemann. ISBN 978-0-7506-6370-0..
- Resnick, Robert and Halliday, David (1966), Physics, Vol I and II, Combined edition, Wiley International Edition, Library of Congress Catalog Card No. 66-11527
- Smith, R.J. (1966), Circuits, Devices and Systems, Wiley International Edition, New York. Library of Congress Catalog Card No. 66-17612

## Spoljašnje veze
- Series circuits – see pp. 14 and onwards Архивирано на веб-сајту  (1. децембар 2009)
- Parallel circuit – see pp. 22 and onwards Архивирано на веб-сајту  (9. септембар 2009)
- Sameen Ahmed Khan (мај 2012). „How many equivalent resistances?”. Resonance Journal of Science Education. 17 (5): 468—475. S2CID 255493321. arXiv:1004.3346 . doi:10.1007/s12045-012-0050-7.